# Jan Creemers
Johannes (Jan) Creemers (22 juni 1952) is een Belgische voormalig politicus voor de CVP en vervolgens de CD&V. Hij was burgemeester van Maaseik.

## Biografie
Van opleiding is Creemers licentiaat godsdienstwetenschappen. Beroepshalve is hij directeur DSKO.
Creemers werd bij de gemeenteraadsverkiezingen van 1994 als lijsttrekker van de CVP verkozen tot gemeenteraadslid in de stad Maaseik. Na de gemeenteraadsverkiezingen van 2000 werd hij er burgemeester. Hij leidde van dan af een Rooms-rode coalitie van CVP en SP (vanaf 2001 resp. CD&V en sp.a). Na de lokale verkiezingen van 2006 zat ook CD&V-valentijnskartelpartner N-VA en VLD-Plus mee in het bestuur. Na de lokale verkiezingen van 2012 werd de voormalige kartelpartner, alsook Open Vld, naar de oppositie verwezen en werd de coalitie uitgebreid met de liberale scheurlijst VOLU!T. Na de gemeenteraadsverkiezingen van 2018 stopte hij met de politiek.